# منتخب باكستان لكأس فيد
منتخب باكستان لكأس فيد (بالإنجليزية: Pakistan Fed Cup team)‏ هو ممثل باكستان الرسمي في كرة المضرب في كأس فيد
.